# 石塚隆
石塚 隆（いしづか たかし、1973年3月16日 - ）は、和太鼓奏者、作曲家。東京都出身。深川福住太鼓会長、江戸神輿会石塚組会長。血液型Ａ型。

## 人物
性格は愛国心が非常に強く、短気だが、女性、子供には優しい男である。また、カリスマ性があり、信念と情熱を強くもち、他メンバーからの信頼も厚く、人脈も広い人物である。
特技　大東流合気柔術二段、空手道三段、格闘技
趣味　車、バイク、読書、映画鑑賞

## 出演
- 深川福住太鼓結成　（2003年8月31日、木材会館）
  - 福住盆踊り（2004年7月24日、福住会館横）
  - 富岡八幡宮例大祭　福住町内神輿巡行（2004年8月15日、クレド清澄庭園）
  - 福住太鼓総会（2004年10月30日、富岡北地区集会所）
  - 江東区議会議員萩原集ニ氏区政報告会（2005年4月23日、木材会館）
  - 深川ニ中同窓会（2005年6月26日、深川ニ中体育館）
  - 福住盆踊り（2005年7月23日、福住会館横）
  - クレド清澄庭園BBQパーティー（2005年7月24日、クレド清澄庭園駐車場）
  - 富岡八幡宮例大祭　神輿連合渡御（2005年8月13日、福住会館前）
  - 南砂Gスクエア納涼祭（2005年8月28日、南砂Gスクエア）
  - 福住太鼓総会（2005年10月22日、富岡北地区集会所）
  - 柿沢未途氏民主党政調会長就任パーティー（2005年11月22日、ホテルイースト21東京）
  - 江東区議会議員萩原集ニ氏区政報告会（2006年4月22日、木材会館）
  - 深川ニ中同窓会（深川ニ中体育館、2006年6月25日）
  - 一部会懇親会浴衣合わせ（2005年7月8日、ホテルイースト21東京）
  - 福住盆踊り（2005年7月22日、福住会館横）
  - 二ノ宮神輿連合渡御（2006年8月13日、門前仲町交差点）
  - 常一町会鉢洗い（2006年8月19日、第一ホテル両国）
  - 福住太鼓総会（2006年9月30日、富岡北地区集会所）
  - 深川ニ中同窓会　深川ニ中体育館 会長知人結婚披露宴（2007年6月24日、ホテルイースト21東京）
  - エンジョイなぎなた全国大会（2007年7月1日、深川スポーツセンター）
  - 運営メンバー知人ウェディングパーティー（2007年7月7日、ロイヤルガーデン）
  - 福住町盆踊り（2007年7月21日、福住会館横）
  - 柿沢未途氏イベント（2007年7月24日、ホテルイースト21東京）
  - 辰巳地区盆踊り大会（2007年7月28日、辰巳駅前広場）
  - 富岡八幡宮例大祭　子供神輿連合渡御（2007年8月12日、門前仲町交差点）
  - 福住太鼓総会（2007年9月29日、富岡北地区集会所）
  - 大輿物産60周年記念祝賀会（2007年10月12日、ホテルイースト21東京）
  - オレンジホームワークス5周年パーティー（2008年2月18日、ホテルイースト21東京）
  - YMCA第11回東日本区大会（2008年6月7日、江東文化センター）
  - 深川ニ中同窓会（2008年6月15日、深川二中体育館）
  - 辰巳地区盆踊り大会（2008年7月24日、25日、辰巳駅前広場）
  - 福住町盆踊り（2008年7月26日、福住会館横）
  - 富岡八幡宮例大祭　神輿連合渡御（2008年8月）
  - 福住太鼓総会（2008年9月27日、福住会館）
  - 江東シーサイドマラソン大会（2008年11月30日、辰巳公園）
  - 東京税理士会江東西支部創立60周年祝賀会（2009年6月11日、ホテルイースト21東京）
  - 深川二中同窓会（2009年6月28日、深川二中体育館）
  - 辰巳地区盆踊り大会　（2009年7月25日、辰巳駅前広場）　福住町盆踊り（福住会館横、2009年7月25日）
  - 永ニ南町会子供納涼会(2009年8月15日、永代ニ路上)
  - 二ノ宮神輿渡御（2009年8月16日、門前仲町交差点）
  - 福住太鼓総会（2009年9月26日、福住会館）
  - 辰巳児童館祭り（2009年10月3日、辰巳児童館）
  - 江東区ソフトボール連盟創立30周年記念式典（2009年11月22日、ホテルイースト21東京）
  - 江東シーサイドマラソン大会（2009年11月29日、辰巳公園）
  - 柿沢未途君を励ます集い（2009年12月2日、ホテルイースト21東京）
  - 東京倉庫協会新年会（2010年1月27日、ホテルイースト21東京）
  - 深川二中同窓会（2010年6月27日、深川二中体育館）
  - 福住町盆踊り（2010年7月24日、福住会館横）
  - わっしょい深川！こども祭り（2009年8月1日、深川ギャザリアセンタープラザ）
  - 永ニ南町会納涼会（2010年8月14日、永代ニ路上）
  - 富岡地区盆踊り大会（2010年8月28日、29日、深川公園）
  - 福住太鼓総会（2010年9月25日、福住会館）
  - 保護司会（2010年11月18日、ホテルイースト21東京）
  - 江東シーサイドマラソン大会 （2010年11月28日、辰巳公園）
  - 山本かよ子を励ます会（2011年2月8日、古石場文化センター）
  - メンバー親族結婚披露宴（2011年4月29日、シェラトン・グランデ・トーキョーベイ・ホテル）
  - 深川二中同窓会（2011年6月26日、深川二中体育館）
  - 柿沢未途後援会総会（2011年7月1日、ホテルイースト21東京）
  - 仲一町会婦人部20周年祝賀会（2011年7月3日、ホテルイースト21東京）
  - 臨海盆踊り（2011年7月16日、17日、臨海小学校校庭）
  - 福住町ミニ縁日（2011年7月23日、福住会館横）
  - 富岡八幡宮2011和太鼓のつどい（2011年8月13日、富岡八幡宮境内）
  - 永ニ南町会納涼会（2011年8月20日、永代ニ路上）
  - イリーゼかさい老人ホーム祭り（2011年8月21日、イリーゼかさい）
  - 福住太鼓総会（2010年11月1日、福住会館）
  - 江東シーサイドマラソン大会（2011年11月27日、辰巳公園）
  - 深川っ子祭り（2012年4月22日、臨海小学校体育館）
  - 深川二中同窓会（2012年6月24日、深川二中体育館）
  - 柿沢未途後援会総決起大会（2012年6月26日、ホテルイースト21東京）
  - 臨海盆踊り（2012年7月14日、15日、臨海小学校校庭）
  - 福住町盆踊り（2012年7月28日、福住会館横）
  - 富岡八幡宮例大祭　神輿連合渡御（2012年8月12日）
  - 深川神明宮例大祭　神輿連合渡御（2012年8月18日）
  - 福住太鼓総会（2012年9月29日、福住会館）
  - メンバー知人ウェディングパーティー（2012年10月7日、アンフェリシオン）
  - 江東シーサイドマラソン大会（2012年11月25日、辰巳駅）
  - T.T WONDER LAND、ダンサーユニットと共演（2013年3月、浅草ROX）
  - 深川二中同窓会（2013年6月23日、深川二中体育館）
  - 臨海盆踊り（2013年7月13日、臨海小学校校庭）
  - 福住町盆踊り（2013年7月27日、福住会館横）
  - 永ニ南町会納涼会（2013年8月10日、永代ニ路上）
  - 富岡八幡宮例大祭　子供神輿連合渡御（2013年8月11日、永代通り）
  - 富岡八幡宮太鼓の宴（2013年8月13日、富岡八幡宮境内）
  - 富岡地区盆踊り大会（2013年8月24日、深川公園）
  - 会長知人結婚披露宴（2013年8月25日、ロイヤルホール横浜）
  - 深川福住太鼓創立十周年記念祝賀会（2013年9月15日、ホテルイースト21東京）
  - 江東シーサイドマラソン大会（2013年11月24日、辰巳公園）
  - 柿沢未途君を励ます会2013 （2013年12月10日、ホテルイースト21東京）
  - 八名川つかさ会発会式（2014年6月11日、森下文化センター）
  - 柿沢未途後援会総会2014（2014年6月17日、ホテルイースト21東京）
  - 深川二中同窓会（2014年6月22日、深川二中体育館）
  - 臨海盆踊り（2014年7月19日、20日、臨海小学校校庭）
  - 福住盆踊り（2014年7月26日、福住会館横）
  - コリアフェスタ（2014年7月27日、東京朝鮮第2初級学校校庭）
  - 永ニ南町会納涼会（2014年8月15日、永代ニ路上）
  - 富岡八幡宮例大祭　神輿連合渡御（2014年8月17日）
  - 福住太鼓総会（2014年9月27日、福住会館）
  - 江東シーサイドマラソン大会（2014年11月30日、辰巳公園）
  - 福住町会餅つき（2014年12月14日、福住会館横）
  - 山本かよこを励ます会（2015年3月2日、江東文化センター）
  - 深川二中卒業を祝う会（2015年3月20日、ホテルイースト21東京）
  - 深川二中同窓会（2015年6月28日、深川二中体育館）
  - 臨海盆踊り（2015年7月18日、19日、臨海小学校体育館）
  - 福住町盆踊り　(福住会館横、2015年7月25日)
  - トーキョーライブ22時（小山慶一郎、ケンドーコバヤシ）（テレビ東京、2015年8月9日）
  - 永ニ南町会納涼会（2015年8月15日、永代ニ路上）
  - 富岡八幡宮例大祭二ノ宮神輿渡御　（2015年8月16日）
  - 富岡地区盆踊り大会（2015年8月22日、23日、深川公園）
  - 福住太鼓総会（2015年9月26日、福住会館）
  - 江東シーサイドマラソン大会（2015年11月29日、辰巳公園）
  - 企業イベント（2015年12月8日、ホテルイースト21東京）
  - 柿沢未途君を励ます会2015（2015年12月9日、ホテルイースト21東京）
  - 福住町餅つき（2015年12月13日、福住会館横）
  - 企業団体様イベント（2016年2月12日、ホテルグランパシフィックLE DAIBA）
  - 企業団体様周年記念行事（2016年2月14日、ホテルイースト21東京）
  - 津軽のしらべ（2016年2月28日、深川江戸資料館）
  - 深川二中卒業を祝う会（2016年3月18日、ホテルイースト21東京）
  - 深川二中同窓会（2016年6月26日、深川二中体育館）
  - 一部会各町睦懇親会（2016年7月2日、ホテルイースト21東京）
  - 臨海盆踊り（2016年7月16日、17日、臨海小学校校庭）
  - 福住町盆踊り（2016年7月30日、福住会館横）
  - 永ニ南町会納涼会（2016年8月13日、永代ニ路上）
  - 富岡八幡宮太鼓の宴（2016年8月13日、富岡八幡宮境内）
  - 富岡八幡宮例大祭　子供神輿連合渡御（2016年8月14日）
  - 富岡地区盆踊り大会（2016年8月27日、28日、深川公園）　
  - 福住太鼓総会（2016年9月24日、福住会館）
  - 明治まつり（2016年10月8日、江東区立明治小学校校庭）
  - 南砂中学校40周年祝賀会（2016年10月29日、南砂中学校体育館）
  - 江東シーサイドマラソン大会（2016年11月27日、辰巳公園）
  - 柿沢未途君を励ます会2016（2016年12月6日、ホテルイースト21東京）
  - 福住町餅つき（2016年12月11日、福住会館）
  - 企業団体様周年記念行事（2016年12月16日、ホテルイースト21東京）
  - 美容組合新年会（2017年1月23日、ホテルイースト21東京）
  - 東京マラソン（2017年2月26日、富岡八幡宮）
  - 深川二中卒業を祝う会（2017年3月17日、ホテルイースト21東京）
  - 深川二中同窓会（2017年6月25日、深川二中体育館）
  - 臨海盆踊り（2017年7月15日、16日、臨海小学校校庭）
  - 福住町盆踊り（2017年7月22日、福住会館横）
  - 永ニ南町会納涼会（2017年8月6日、永代ニ路上）
  - 富岡八幡宮太鼓の宴（2017年8月11日、富岡八幡宮境内）
  - 富岡八幡宮例大祭　神輿連合渡御（2017年8月13日、永代通りみずほ銀行前）
  - 晴海夏フェス2017（2017年8月24日、HARUMIスクエア）
  - 福住太鼓総会（2017年9月23日、福住会館）
  - 明治まつり（2017年10月14日、江東区立明治小学校体育館）
  - 深川二中開校70周年記念祝賀会（2017年11月11日、ホテルイースト21東京）
  - 江東シーサイドマラソン大会（2017年11月26日、えこっくる江東）
  - 福住町餅つき（2017年12月10日、福住会館横）
  - 柿沢未途君を励ます会2017（2017年12月14日、ホテルイースト21東京）
  - BA東京深川支部創立60周年記念祝賀会（2018年1月23日、ホテルイースト21東京）
  - 東京マラソン（2018年2月25日、富岡八幡宮鳥居前）
  - 東京都建築士事務所協会東京会新会長お祝いの会（2018年3月13日、ホテルイースト21東京）
  - 深川二中卒業を祝う会（2018年3月22日、ホテルイースト21東京）
  - 江東区立南陽小学校謝恩会（2018年3月22日、南陽小学校体育館）
  - 豊洲市場魅力発信フェスタ（2018年3月24日、豊洲市場）
  - 東京都建築士事務所協会70周年記念式典（2018年5月31日、明治記念館）
  - 深川二中同窓会（2018年6月24日、深川二中体育館）
  - 臨海盆踊り（2018年7月14日、15日、臨海小学校校庭）
  - 豊洲市場魅力発信フェスタ（2018年7月15日、豊洲市場）
  - 福住町盆踊り（2018年7月21日、福住会館横）
  - 大和総研イベント・家族の職場訪問（2018年7月27日、冬木、永代）
  - HARUMI夏フェス2018（2018年8月5日、HARUMIスクエア）
  - 永ニ南町会納涼会（2018年8月11日、永代ニ路上）
  - 富岡八幡宮例大祭　二ノ宮神輿連合渡御（2018年8月12日、連盟の触れ合い及び清澄通り赤札堂前）
  - 富岡八幡宮太鼓の宴（2018年8月13日、富岡八幡宮境内）
  - 富岡地区盆踊り大会（2018年8月25日、26日、深川公園）
  - 福住太鼓総会（2018年9月29日、福住会館）
  - 江東区議会議員鈴木清人政治活動20年・監査委員就任を祝う会（2018年11月16日、森下文化センター）
  - 江東シーサイドマラソン大会（2018年11月25日、えこっくる江東）
  - 衆議院議員柿沢未途君を励ます会2018（2018年12月4日、ホテルイースト21東京）
  - 福住町餅つき（2018年12月9日、福住会館横）
  - 東京都建築士協会新年会（2019年1月30日、明治記念館）
  - 東京マラソン（2019年3月3日、富岡八幡宮鳥居前）
  - 深川二中卒業を祝う会（2019年3月20日、ホテルイースト21東京）
  - 豊洲市場おいしい土曜マルシェ（2019年3月23日、豊洲市場）
  - 深川二中同窓会（2019年6月23日、深川二中体育館）
  - 臨海盆踊り（2019年7月13日、14日、臨海小学校校庭）
  - 福住町盆踊り（2019年7月20日、福住会館横）
  - 永ニ南町会納涼会（2019年8月4日、永代ニ路上）
  - 富岡八幡宮例大祭　子供神輿連合渡御（2019年8月11日、永代通り路上）　
  - 新年号元年・神輿創立90周年記念大人神輿宮入（2019年8月11日、富岡八幡宮）
  - 富岡八幡宮太鼓の宴（2019年8月12日、富岡八幡宮境内）
  - 富岡地区盆踊り大会（2019年8月24日、25日、深川公園）
  - 宮内保夫氏叙勲を祝う会（2019年10月22日、ホテルイースト21東京）
  - 江東シーサイドマラソン大会（2019年11月24日、えこっくる江東）
  - 柿沢未途国会議員十周年記念祝賀会（2019年12月3日、ホテルイースト21東京）
  - 江東区立南陽小学校45周年記念祝賀会（南陽小学校体育館、2019年12月7日）
  - 福住町餅つき（2019年12月8日、福住会館横）
  - BA東京深川支部2020新年を祝う会（2020年1月27日、ホテルルートインgrand東京東陽町）
  - アートパラ深川オープニングセレモニー（2020年11月15日、富岡八幡宮）
  - MIWA木場公園保育園（2021年7月27日、保育園ホール）
  - オンラインりんかいまつり（2021年11月14日、臨海小学校体育館）
  - 富岡八幡宮例大祭　二ノ宮神輿連合渡御　大太鼓によるふれ太鼓（2022年8月14日、富岡八幡宮鳥居前）
  - アートパラ深川2022（2022年9月16日、株式会社IHI本社）
  - 深川火渡り祭り（2022年10月8日、深川不動堂）
  - 江東シーサイドマラソン大会（2022年11月27日、えこっくる江東）
  - 柿沢未途君を励ます会（2022年12月6日、ホテルイースト21東京）
  - 日本橋三越新春祭2023（2023年1月2日、日本橋三越本館1階）
  - 東京ユナイテッドバスケットボールクラブ VS 金沢武士団オープニング（2023年1月14日、有明アリーナ）
  - 東京マラソン（2023年3月5日、富岡八幡宮鳥居前）
  - 東京都建築士事務所協会（2023年5月12日、ホテルイースト21東京）
  - 臨海盆踊り（2023年7月15日、16日、臨海小学校校庭）
  - 永ニ南町会納涼会（2023年8月11日、永代ニ路上）
  - 富岡八幡宮太鼓の宴（2023年8月11日、富岡八幡宮境内）
  - 富岡八幡宮例大祭　神輿連合渡御（2023年8月13日、永代通りみずほ銀行前）
  - 深川二中同窓会（2023年9月24日、深川二中体育館）
  - 深川福住太鼓創立二十周年記念会（2023年10月1日、福住会館）
  - 江東シーサイドマラソン大会（2023年11月26日、えこっくる江東）
  - 福住町餅つき（2023年12月10日、福住会館横）
  - 東京ユナイテッドバスケットボールクラブ VS ヴィアティン三重オープニング（2024年 1月7日、有明アリーナ）
  - 東京マラソン（2024年3月3日、富岡八幡宮鳥居前）
  - 第20回お江戸深川さくらまつり（2024年3月20日、石島橋）
  - 東京都建築士事務所協会江東支部総会（2024年5月16日、ホテルイースト21東京）
  - 深川二中同窓会（2024年6月23日、深川二中体育館）
  - 臨海盆踊り(2024年7月13日、14日、臨海小学校校庭）
  - 福住納涼会、子ども縁日(2024年7月28日、福住会館前)
  - 深川一丁目盆踊り(2024年8月3日、4日、三角公園横特設会場)
  - 永二南町会納涼会(2024年8月10日、永二南路上)
  - 富岡八幡宮例大祭 子供神輿連合渡御(2024年8月11日、永代通り)
  - 富岡八幡宮宮元(富岡一丁目町会)神輿渡御参加(2024年8月12日)
  - 富岡八幡宮太鼓の宴(2024年8月13日、富岡八幡宮)
  - 富岡地区盆踊り大会(2024年8月24日、25日、深川公園)
  - 深川十五夜まつり(2024年9月15日、富岡八幡宮境内ステージ)
  - 福住太鼓総会(2024年10月5日、福住会館)
  - 江東シーサイドマラソン大会(2024年11月24日、えこっくる江東)
  - 福住町餅つき(2024年12月8日、福住会館横)
  - 東京マラソン（2025年3月2日、富岡八幡宮鳥居前）